# Der Verdacht (2011)
Der Verdacht ist ein deutscher Fernsehfilm von Matti Geschonneck aus dem Jahr 2011 mit Christiane Paul in der Hauptrolle. 

## Handlung
In einer Ferienanlage in Namibia wird die deutsche Ingenieurin Maja Reichardt von der Polizei aufgesucht. Ihr Mann Hanno ist mit seinem Wagen in der Wüste tödlich verunglückt. Da die Beamten einen Unfall ausschließen, steht Maja im Verdacht, etwas mit dem Tod ihres Mannes zu tun zu haben. Lediglich zwei Stunden hat sie nun Zeit, um in Windhoek Kirsten Buresch, eine Angestellte der deutschen Botschaft, von ihrer Unschuld zu überzeugen. Die Diplomatin, von der es abhängt, ob Maja nach Deutschland zurückkehren darf oder der namibischen Justiz übergeben wird, glaubt jedoch, Maja leide unter Verfolgungswahn und könne daher einen Grund gehabt haben, ihren Mann umzubringen. Maja erzählt ihr schließlich ihre Geschichte:
Nach ihrem gemeinsamen Studium machten sich Maja und Hanno in Berlin selbstständig, um sich Entwicklungsprojekten für erneuerbare Energien zu widmen. In Namibia wollten sie einen Technologiepark mit Windrädern und Solaranlagen errichten, mit dem das Land energietechnisch unabhängig von Südafrika werden sollte. Achim Borchert, ein ehemaliger Freund der beiden, machte der namibischen Regierung ebenfalls ein Angebot für einen solchen Park. Da er mit seiner Firma kurz vor der Insolvenz stand, bat er Maja und Hanno, ihm das Projekt zu überlassen. Maja und Hanno ließen sich darauf jedoch nicht ein, reisten nach Namibia und stellten dort ihr Projekt vor. Die Entscheidung über das Projekt, an dem vor allem Hanno seit Monaten intensiv gearbeitet hatte, wurde von der Regierung jedoch vertagt, nachdem diese offenbar ein billigeres Angebot erhalten hatte. Als Maja resigniert vorschlug, wieder nach Deutschland zurückzukehren, geriet sie mit Hanno in Streit.
Später wurde Maja auf einem Markt von einem schwarzen Mann verfolgt. In einer kleinen Seitenstraße griff dieser sie mit einem Messer an. Erst als Einheimische dazu kamen, ließ er von ihr ab und verschwand. Obwohl sie überzeugt war, dass es kein Raubüberfall war und man sie hatte ermorden wollen, beschloss sie, mit Hanno in Namibia zu bleiben. Nach einem Schwindelanfall lernte sie in ihrer Ferienanlage eine angehende Ärztin namens Laura Steinborn kennen. Eines Abends, als Maja einen mysteriösen Anruf erhielt und Hanno nicht da war, ging sie zu Laura und bat sie, die Nacht bei ihr verbringen zu dürfen. Am nächsten Morgen fand sie Achim Borchert in ihrem Zimmer vor, der sich an ihrem Laptop zu schaffen machte.
Kirsten Buresch zeigt Maja auf einem Kontoauszug ihres Mannes, dass er vor kurzem 5000 Euro abgebucht hat. Maja berichtet ihr daraufhin, wie sie aus Angst vor einem weiteren Mordanschlag nach Deutschland zurückkehren wollte, obwohl sie und Hanno den Auftrag für den Park erhalten hätten. Hanno sei zunächst wütend gewesen, habe dann aber zugestimmt. Am Abend habe Hanno ihr Beruhigungs-Tabletten gegeben. Maja habe jedoch lediglich so getan, als hätte sie diese zu sich genommen. Als Hanno dabei gewesen sei, weitere Tabletten in einem Glas mit Wasser zu verrühren, habe Maja ihn zur Rede gestellt. Er sei daraufhin verschwunden. Unterdessen spürt Kommissar Pienaar den Mann auf, der Maja mit einem Messer bedroht hat, und findet bei ihm mehrere Hundert-Euro-Scheine. Auch Kirsten Buresch glaubt nun, dass Hanno Maja umbringen lassen wollte. Als die Ermittlungen schließlich ergeben, dass Hanno Selbstmord begangen hat, gibt Buresch Maja ihren Pass zurück.
Maja fliegt daraufhin nach Berlin, wo sie Achim Borchert die Übernahme des Projekts anbietet. Später sucht sie Laura, die inzwischen ebenfalls nach Deutschland zurückgekehrt ist, im Krankenhaus auf und lädt sie ein, mit ihr etwas trinken zu gehen. Nach ihrem Dienst geht Laura, wie verabredet, in Majas Büro, um sie abzuholen. Bevor sie das Büro verlassen, trinken sie ein Glas Rotwein. Unterwegs zur Tiefgarage hält Maja plötzlich den Fahrstuhl an. Sie wisse Bescheid über Lauras Affäre mit Hanno. Wie sich herausstellt, hatte Maja bereits vor dem Aufenthalt in Namibia ihren Mann mit Laura in einem Restaurant gesehen. In der Ferienanlage hatte sie sich eines Nachts aus ihrem Zimmer geschlichen und mitbekommen, wie Hanno mit Laura über die Tabletten sprach, bei denen es sich um ein starkes Opiat handelte, das in höherer Dosis zum Tod führt. Maja erzählt Laura, dass sie ebendieses Opiat in ihr Rotweinglas gemischt habe, und bringt den Fahrstuhl schließlich wieder in Gang. Als sie die Tiefgarage erreichen, versucht Laura zu fliehen. Alle Türen sind jedoch verschlossen. Maja läuft der zu Tode geängstigten Laura hinterher, greift in ihre Jackentasche und wirft ihr die Tabletten vor die Füße. 
Als Maja in ihrer Wohnung einen Anruf von Kirsten Buresch erhält, die sich nach ihrem Befinden erkundigt, sagt Maja, dass sie sich keine Sorgen um sie machen solle. Es gehe ihr gut.

## Hintergrund
Hauptdarstellerin Christiane Paul hatte mit Regisseur Matti Geschonneck bereits den Psychothriller Die Tote vom Deich (2006) gedreht. Von seiner Arbeit überzeugt, sagte Paul sofort zu, als Geschonneck ihr die Rolle in Der Verdacht anbot. „Er ist jemand, der mich interessiert, dessen Projekte mich interessieren und bei dem ich mich aufgehoben fühle“, so die Schauspielerin. Das Drehbuch schrieb Bernd Lange, dessen Bücher für die Filme Requiem (2006) und Sturm (2009) Geschonneck auf ihn aufmerksam gemacht hatten. Die Dreharbeiten fanden vom 11. Mai bis zum 16. Juni 2010 in Berlin und Namibia statt.
Der Film wurde am 24. Januar 2011 vom ZDF erstmals im deutschen Fernsehen gezeigt. Die Einschaltquote lag bei 4,79 Millionen Zuschauern, was einem Marktanteil von 13,7 % entsprach.

## Kritiken
Thilo Wydra vom Tagesspiegel zufolge erinnere der Film an Alfred Hitchcocks Meisterwerk Verdacht. Die Dramaturgie von Matti Geschonnecks Film sei jedoch „etwas verworren“ mit „nicht immer überzeugend zusammengeführt[en]“ Handlungssträngen, weshalb „es dem gut besetzten Darstellerensemble zuweilen schwerfällt, der Geschichte und ihrem Personal Glaubwürdigkeit zu verleihen“. Für Marcus Bäcker von der Berliner Zeitung war Der Verdacht „kein perfekter Thriller“, da es ihm noch an „ein paar Volten [fehlt]“. Dennoch sei die Produktion „ein ungewöhnlich guter Fernsehfilm mit beklemmender Atmosphäre, großartigen Bildern und interessanten Charakteren“.
Nina Belz von der Frankfurter Allgemeinen Zeitung bezeichnete die erste Zusammenarbeit von Matti Geschonneck und Bernd Lange als „packende[n] Thriller […], in dem die Grenzen zwischen Realität und Phantasie verwischen“. Hauptdarstellerin Christiane Paul spiele ihre Rolle „in jeder Phase überzeugend“. Rainer Tittelbach von tittelbach.tv sah in Der Verdacht eine „[g]elungene Mischung aus Verschwörungskrimi, Afrika-Film und Beziehungsdrama, aus klassischer Dramaturgie und einer gesprengten Chronologie, aus landschaftlicher Weite und seelischer Enge“. All dies werde „in ebenso faszinierenden wie oftmals bizarren, befremdlich wirkenden Bildern [erzählt]“.
Auch TV Spielfilm befand, dass Geschonneck den „wendungsreichen Thriller […] in attraktiven, kinohaften Bildern [inszeniert]“ habe. „Die vertrackte, etwas zu umständliche Rückblendenkonstruktion“ sei jedoch „Geschmackssache“. Der Film hätte mehr Potenzial gehabt, sorge aber dennoch für „einen unterhaltsamen Krimiabend“. Das Fazit lautete: „Wüstes Krimipuzzle in überzeugender Optik.“ „Wären nicht die gelungenen Landschaftsaufnahmen und die guten Darstellerleistungen, man könnte diese Regiearbeit […] getrost vergessen“, urteilte Prisma.